# Ed Leede
Edward Horst Leede, detto Ed (New York, 17 luglio 1927 – Denver, 24 febbraio 2018), è stato un cestista e allenatore di pallacanestro statunitense, professionista nella NBA.

## Carriera
Venne selezionato dai Providence Steamrollers nel Draft BAA 1949.